# 聂家寺
聂家寺，位于中国青海省湟中县甘河滩乡李九村，为青海省市县级文物保护单位，公布日期为2001年2月21日，类型为古建筑。
聂家寺的历史年代为清。